# عسل‌یاب پازرد
عسل‌یاب پازرد (نام علمی: Melignomon eisentrauti) گونه‌ای از پرندگان تیرهٔ عسل‌یابان (Indicatoridae) است که در کامرون، گینه، لیبریا، سیرالئون، ساحل عاج، غنا و نیجریه یافت می‌شود. زیستگاه طبیعی آن جنگل‌های جلگه‌ای نمناک نیمه‌گرمسیری یا گرمسیری است. نابودی زیستگاه جنگلی آن را تهدید می‌کند.